# توماس ماك آرثر أندرسون

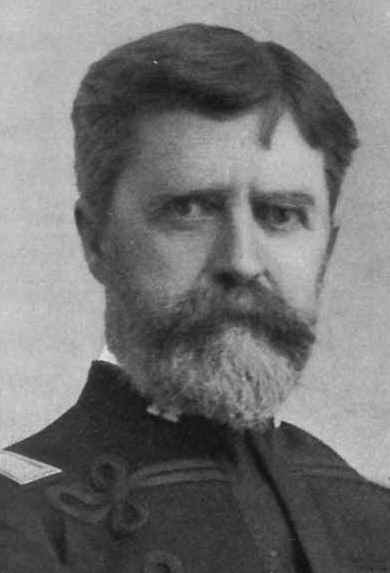
توماس أندرسون

توماس ماك آرثر أندرسون  (بالإنجليزية: Thomas McArthur Anderson)‏ ، من مواليد 21 يناير سنة 1836م، وتوفي بتاريخ 8 مايو سنة 1917م، وهو ضابط عسكري أمريكي، خاض في ثلاثة حروب، وهي الحرب الأهلية الأمريكية والحرب الأمريكية الإسبانية والحرب الأمريكية ضد الثوار الفلبينيين.

## مصدر
1. 1 2 3 4  Rossiter Johnson, ed. (1906), The Biographical Dictionary of America (بالإنجليزية), Boston, OCLC:848266989, OL:7026005M, QID:Q19079852{{استشهاد}}:  صيانة الاستشهاد: مكان بدون ناشر (link)
2. ↑   https://books.google.com/books?id=eX0QOpl7iBQC&pg=PA38. {{استشهاد ويب}}: |url= بحاجة لعنوان (مساعدة) والوسيط |title= غير موجود أو فارغ (من ويكي بيانات) (مساعدة)
3. ↑  Smith, Jeff (2009). Alias Soapy Smith: The Life and Death of a Scoundrel, Klondike Research. p. 442. ISBN 0-9819743-0-9

## وصلات خارجية
- Arlington National Cemetery – Anderson gravesite
- Biography
- "توماس ماك آرثر أندرسون". فايند أغريف. اطلع عليه بتاريخ 2008-02-11.